# رشيد بل عزيز
رشيد بل عزيز هو مصارع رياضي مغربي، ولد في 2 نوفمبر 1967.

## وصلات خارجية
- رشيد بل عزيز على موقع قاعدة بيانات المصارعة الدولية (الإنجليزية)
- رشيد بل عزيز على موقع اللجنة الأولمبية الدولية (الإنجليزية)
- رشيد بل عزيز على موقع أوليمبيديا (الإنجليزية)